# Стейнметц, Карл Фридрих Франциск
Карл Фридрих Франциск Стейнметц (нем. Karl Friedrich Franciscus von Steinmetz; 1768—1837) — прусский военачальник, генерал-лейтенант; картограф.
Генерал-майор с 1813 года, генерал-лейтенант с 1817 года. В 1813—1814 годах — командир 1-й бригады 1-го прусского корпуса Йорка, в 1815 году — командир 1-й бригады 1-го прусского корпуса.
Был дядей генерал-фельдмаршала Карла Фридриха фон Штейнмеца.

## Биография
Родился 26 октября 1768 года в Силезии. Отец — Иоганн Вернер, участник Семилетней войны в составе прусской армии; мать — Мария Магадлина. В семье было четверо детей — два сына и две дочери.
Начальное образование получил дома. Затем был направлен в кадетский корпус в Берлине.
В марте 1787 года — после выпуска из кадетского корпуса — пришёл на службу в Потсдам батальон королевской гренадерской гвардии. Здесь получил звание лейтенанта.
В Потсдаме жил в офицерском гарнизоне, в свободное от военного дела время занимался наукой и живописью. Такая жизнь продолжалась по 1790 год. Затем он участвовал в военных действиях в Чехии и Померании.
Вернувшись в 1791 году в Потсдамский гарнизон, познакомился с дочерью прусского генерала — Магдаленой Доротеей Виньи Ла-Розьер (1776—1806), на которой женился в 1793 году. В семье родилось четыре дочери.
В составе наполеоновской армии участник похода в Россию. После Таурогенской конвенции участник ряда сражений войны шестой коалиции на стороне союзников, в том числе при Бауцене, Кацбахе, Лейпциге.
После Парижского мирного договора 1815 года Стейнметц был командиром бригады гарнизона в Трире. Затем он попросил у короля отставку, которая была принята. 16 марта 1817 года Стейнметцу было присвоено звание генерал-лейтенанта и он был уволен из армии.
В качестве пенсии он получил домовладение в деревне Серебряная гора (ныне в Польше), которое выкупил в 1818 году. В 1821 году он его продал и переехал в особняк в Потсдам, где умер 11 марта 1837 года.

## Награды
Королевства Пруссия:
- Орден «Pour le Mérite» (31 июля 1807)[1]; дубовые листья (2 октября 1815)[2]
- Орден Красного орла 3-го класса (1812)[3]
- Железный крест 1-го класса (1815)[4] и 2-го класса на чёрной ленте (1813)

Российской империи:
- Орден Святого Владимира 3-й степени (28 июля 1814)[5]
- Орден Святой Анны 1-й степени (23 декабря 1814)[6]
- Орден Святого Георгия 3-го класса (№ 390, 25 января 1817)[7]